# NGC 1403
 NGC 1403  هي مجرة محدبة أو مجرة إهليلجية تقع في كوكبة النهر (كوكبة). تم اكتشافهه في عام 1886 من قبل فرانسيس ليفينوورث. يعتقد أنها «خافته جدا وصغيرة للغاية ونجم غامض».

## وصلات خارجية
- NGC 1403 على موقع ويكي سكاي: DSS2, SDSS, GALEX, IRAS, Hydrogen α, X-Ray, Astrophoto, Sky Map, Articles and images